# Dusona fossata
Dusona fossata là một loài tò vò trong họ Ichneumonidae.